# Le Grand Direct des médias
Le Grand Direct des médias est le titre d'une émission de radio diffusée dix années consécutives sur Europe 1, entre le 20 août 2007 et le 7 juillet 2017, créée et initialement présentée par Jean-Marc Morandini accompagné par la speakerine Julie puis animé du 22 août 2016 au 7 juillet 2017 par Thomas Joubert; ce présentateur quittant l'émission à la fin de la saison, en raison des mauvais résultats d'audience.

## Historique

### 2007 - 2009
D'août 2007 à août 2009, l'émission animée par Jean-Marc Morandini était  diffusée du lundi au vendredi de 11 h à 14 h et se compose de deux parties distinctes : Le Grand Direct de la télévision de 11 h à 12 h puis Le Grand Direct de l'info de 12 h à 14 h,.
À partir d'août 2009, Le Grand Direct voit sa durée réduite de trois à deux heures trente. Il est programmé du lundi au vendredi de 11 h à 13 h 30 et se compose de deux parties distinctes : Le Grand Direct des médias de 11 h à 12 h 30 puis Le Grand Direct de l'info de 12 h 30 à 13 h 30. En février 2010, Le Grand Direct des médias est raccourci à une heure puis suivi de l'émission interactive Votre grand direct entre 12 h et 12 h 30[réf. nécessaire].

### 2010
À partir d'août 2010, Le Grand Direct des médias accueille désormais des humoristes tels que Willy Rovelli et Mathieu Madénian[réf. nécessaire]. Et Le Grand Direct de l'info modifie son architecture avec dans un premier temps le grand journal à 12 h, un débat d'actualité vers 12 h 15, un autre journal à 12 h 30, un invité face aux auditeurs vers 12 h 40 et enfin de 13 h à 13 h 30 les experts qui répondent aux questions des auditeurs de la vie quotidienne dans Votre grand direct.[réf. souhaitée]

### 2011
À partir de mars 2011, Jean-Marc Morandini ne présente plus que Le Grand Direct des médias entre 11 h et 12 h, tandis que Patrick Roger reprend la présentation de la tranche de 12 h à 13 h 30, en baisse d'audiences de 8 % sur un an.
À la rentrée 2011, l'émission consacrée aux médias sur Europe 1 voit son horaire avancé pour être diffusée de 9 h 30 à 10 h 30. Elle accueille Malik Bentalha et Benjamin Josse, qui tiennent en alternance la chronique humoristique Télé délires, Bastien Millot pour C'est tout comm et Romain Ambro pour Les Indiscrétions, ainsi que Dora Nanaa qui décrypte les audiences télés et Thomas Joubert pour son billet en fin d'émission Le Dernier Mot.

### 2012
À la rentrée 2012, l'émission est diffusée de 9 h à 10 h. Romain Ambro livre Les Audiences TV de la veille, Bastien Millot décrypte Le Fait média du jour, Thomas Joubert présente Le Journal des médias. L'émission se termine avec Le Tweet-Répondeur assuré par deux imitateurs : Marc-Antoine Le Bret et Anaïs Petit.

### 2013
À la rentrée 2013, l'émission est prolongée d'une demi-heure pour être diffusée de 9 h à 10 h 30. Celle-ci offre plus de décryptage avec le Buzz du jour où deux spécialistes sont invités pour débattre avec les auditeurs d'Europe 1 sur les préoccupations médiatiques et même de l'actualité nationale et internationale. L'émission se termine par Le Dernier Mot de Thomas Joubert.

### 2014
À la rentrée 2014, Jean-Marc Morandini comptabilise désormais 3 heures d'antenne sur Europe 1. En effet, Le Grand Direct est divisé en trois parties d'une heure : Le Grand Direct des médias, Le Grand Direct de l’actu et Le Grand Direct de la santé. La première partie traite de toute l'actualité des médias grâce à de nombreuses rubriques et se termine par une chronique humoristique, Faites-le taire, écrite en alternance par Willy Rovelli qui fait son retour dans l'émission ou par Tom Villa qui continue après le succès de sa chronique Initiales TV pendant l'été 2014. La deuxième heure est consacrée à l'actualité avec le Buzz du jour jusqu'à 10h40, heure à laquelle on retrouve Le Coin des râleurs. Cette nouvelle rubrique permet aux auditeurs de laisser un message sur le répondeur de l'émission. A 10h45, Jean-Marc Morandini reçoit un invité qui dialogue avec les auditeurs sur un sujet d'actualité puis Thomas Joubert termine l'heure avec Le Dernier Mot. La tranche 11h/12h est entièrement consacrée à la santé grâce à de nombreux chroniqueurs.

### 2016
Pendant l'été 2016, Le Grand Direct de l'actu est remplacé par Le Grand Direct des régions.
À la rentrée 2016, Tom Villa rejoint Nagui sur France Inter et est remplacé par Christine Berrou et Guillaume Genton est recruté pour présenter Le Journal des médias. Par ailleurs, à la suite des accusations portées contre Jean-Marc Morandini pour corruption de mineurs (suivies de sa mise en examen), l'émission est assurée par Thomas Joubert pour une durée indéfinie. Jean-Marc Morandini ne reviendra jamais pour assurer la présentation de cette émission (dernière émission le vendredi 25 août 2017). Le Grand Direct de l'actu et Le Grand Direct de la santé, eux ne sont pas reconduits. Le Grand Direct des médias est désormais diffusé de 9h à 10h30. De 10h à 10h30, les coulisses d'une émission sont présentées. En novembre 2016, Maxime Riou quitte l'émission pour devenir le rédacteur adjoint de Touche pas à  mon poste !.

### 2017
En janvier 2017, l'émission perd une demi-heure et revient à une durée d'une heure, programmée de 9h à 10h.
En juin 2017, Thomas Joubert n'est pas reconduit pour présenter la saison suivante de l'émission en raison de la baisse d'audience depuis la rentrée 2016.
La dernière émission a lieu le vendredi 25 août 2017, présentée par Guillaume Genton.
À la rentrée 2017, l'émission est remplacée par la nouvelle émission culturelle Melting Pop de Patrick Cohen et par la nouvelle émission Village Médias de Philippe Vandel.

## Jokers

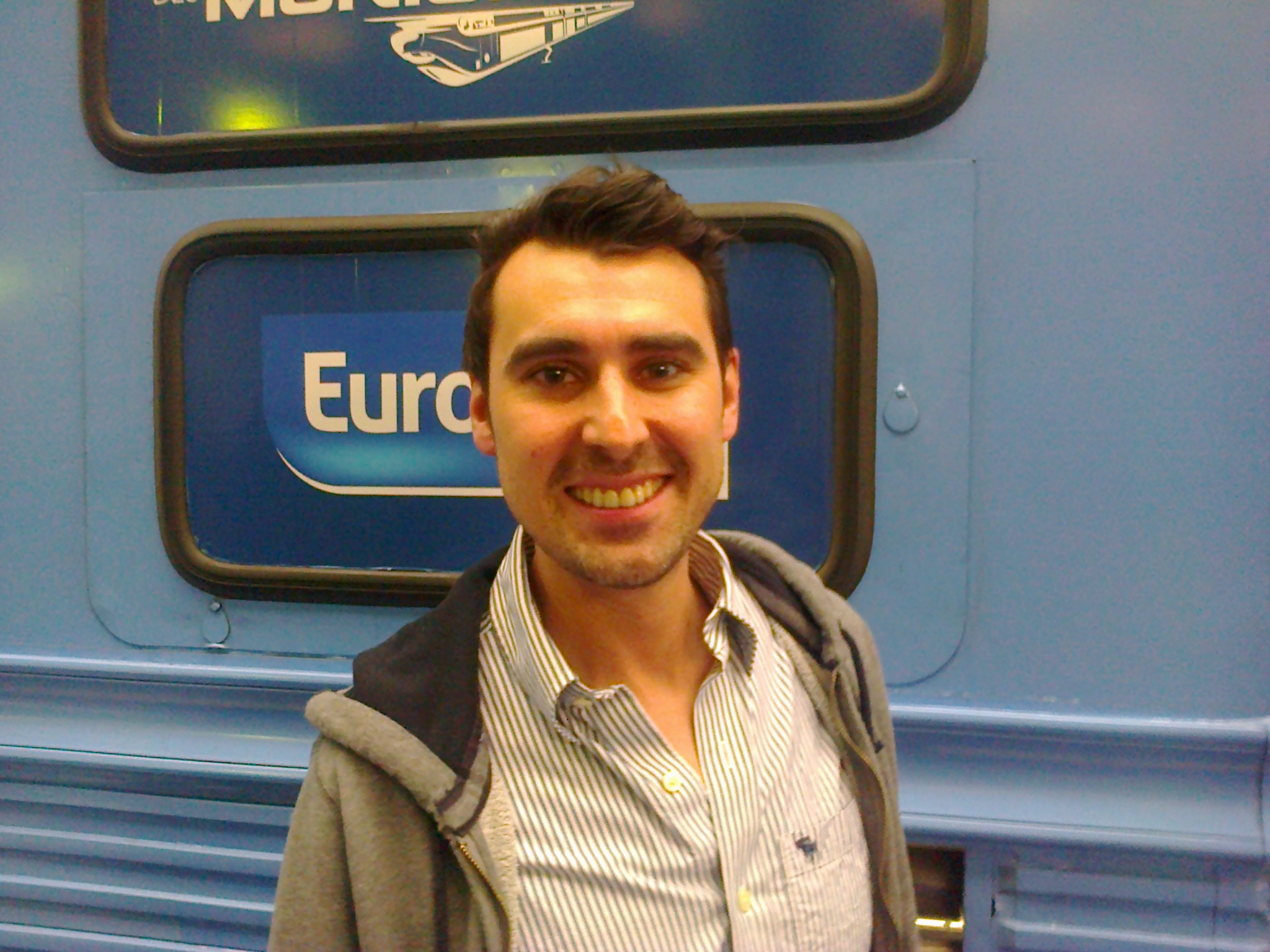
Thomas Joubert en mars 2014

Lors des congés de Jean-Marc Morandini, Emmanuel Maubert présente l'émission jusqu'en août 2010, puis Aymeric Caron à partir de septembre 2010[réf. souhaitée]. À l'été 2011, c'est Thierry Moreau qui prend la tête du Grand Direct des médias. À partir de la rentrée 2011, c'est Thomas Joubert qui assure l'intérim ainsi que pendant les étés 2012, 2013, 2014, 2015 et 2016. À partir des vacances de noël 2016 c'est Guillaume Genton qui assure l'intérim.

## Rubriques

### Le Grand Direct des médias
- 9h10 : Les Audiences  (assuré par Thomas Joubert)
- 9h15 : Le fait médias du jour (assuré par Jérôme Ivanichtchenko)
- 9h20 : Le Zapping
- 9h30 : Le Journal des médias (assuré par Guillaume Genton)
- 9h35 : Le Télé-répondeur
- 9h40 : L'Invité médias
- 9h55 : Faites-le taire (assuré en alternance par Christine Berrou et Willy Rovelli)

### Le Grand Direct de l'actu
- 10h05 : Le Buzz du jour (débat entre 2 invités et les auditeurs)
- 10h40 : Le Coin des raleurs
- 10h45 : L'Invité de l’actu
- 10h55 : Le Dernier Mot (assuré par Thomas Joubert)

### Le Grand Direct de la santé
- 11h05 : À la une aujourd’hui : Jean-Marc Morandini traite une actualité médicale durant une quinzaine de minutes. Elisabeth Assayag présente ce fait divers, puis Jean-Marc Morandini accueille au téléphone un ou deux invités pour en parler.
- 11h30 : Le Journal de la santé (assuré par Anne Legall lors de la saison 1 puis Elisabeth Assayag pour la saison 2)

Trois chroniqueurs réguliers sont présents à chaque émission en alternance, chacun assurant une chronique. Lors de certaines émissions spéciales, un ou plusieurs invités spéciaux sont invités en studio, médecins ou célébrités.